# Gysertimen 2
Gysertimen 2 er en amerikansk film fra 1988 instrueret af Tommy Lee Wallace.

## Medvirkende
- Roddy McDowall som Peter Vincent
- William Ragsdale som Charley Brewster
- Traci Lind som Alex
- Julie Carmen som Regine Dandridge
- Jon Gries som Louie
- Russell Clark som Belle
- Brian Thompson som Bozworth
- Merritt Butrick som Richie
- Ernie Sabella som Dr. Harrison
- Matt Landers som Mel